# ميني أبركرومبي
ميني أبركرومبي جونسون (بالإنجليزية: Minnie Abercrombie)‏,(14 نوفمبر 1909 - 25 تشرين الثاني 1984), عالِمَة بريطانية اختصت في علم النبات وعلم الحيوان, واشتهرت لِعملها على اللافقاريات وأيضاً عَمِلت في النشر والصحافة مع زوجها مايكل أبركرومبي.

## حياتها المبكرة وتعليمها
ولدت ميني جونسون في 14 نوفمبر 1909. ودَرست في مدرسة ويفرلي الثانوية في برمنغهام ، حيثُ أخذت شهادة في الكيمياء ، علم الحيوان ، علم النبات ، والتاريخ.
وحصلت على البكالوريوس في العلوم و الدكتوراة من جامعة برمنجهام في عام 1930 و 1932، على التوالي؛ لدراسة سيطرة التنفس في اللافقاريات.

## حياتها المهنية
عُينَت في عام 1932 كمُحاضِرة وكأستاذة في قسم علم النبات وتزوجت عام 1939 من مايكل أبركرومبي وتَعاونت معهُ على نطاق واسع في مجال عَمَلِها وعِلمِها وتخصصها, بدأ الزوجان في عام 1945 بكتابة مجلة تُسمى مجلة الأحياء الجديدة, التي تستهدف الشباب وحَظيت بشعبية كبيرة، وبيعت بمئات الآلاف.
وأصبحت بعد ذلك هيَّ وزوجها يَعمَلون بِتأليف الكتب بدل الصحافة.